# Nowa Wieś Wyszyńska
Nowa Wieś Wyszyńska est une localité polonaise de la gmina de Budzyń, située dans le powiat de Chodzież en voïvodie de Grande-Pologne.